# Alvarezsauroidea
Alvarezsauroidea este un superfamilie de dinozauri teropode maniraptorani, care au trăit din Jurasicul târziu până la sfârșitul Cretacicului, acum aproximativ 160-66 milioane de ani în urmă în America de Sud și de Nord, precum și în Asia. Cladele Alvarezsauroidea, Alvarezsauridae și Alvarezsauria au fost numite în cinstea istoricului argentinian Don Gregorio Alvarez și nu a fizicianului american Luis Alvarez, care  a propus ca Extincția în masă Cretacic–Paleogen a fost cauzată de o coliziune cu un asteroid.

## Clasificare
Amplasarea filogenetică a Alvarezsauroidea este încă neclară. La început, ele au fost interpretate ca un grup soră al Avialae (păsări) sau aparținând grupului Avialae  și considerate a fi păsări incapabile de zbor, deoarece au multe caracteristici morfologice cu ele, cum ar fi un craniu slab suturat, elemente unite de la încheietura brațului și un pubis direcționat posterior. Dar această asociere a fost reevaluată după descoperirea formelor primitive precum Haplocheirus, Patagonykus și  Alvarezsaurus, care nu arată toate caracteristicile asemănătoare păsărilor, așa cum arătau primele specii descoperite Mononykus și Shuvuuia. Acest lucru arată că trăsături asemănătoare păsărilor au fost dezvoltate de mai multe ori la Maniraptora. 
Cladograma de mai jos se bazează analiza realizată de pe Choniere și colab. (2010).
|  | †Alvarezsaurus                                                  |
|  |                                                                 |
|  | \| \| †Achillesaurus \| \| \| \| \| \| †Patagonykus \| \| \| \| |
|  |                                                                 |
|  | †Achillesaurus                                                  |
|  |                                                                 |
|  | †Patagonykus                                                    |
|  |                                                                 |

|  | †Achillesaurus |
|  |                |
|  | †Patagonykus   |
|  |                |

|  | †Parvicursor  |
|  |               |
|  | †Shuvuuia     |
|  |               |
|  | †Mononykus    |
|  |               |
|  | †Albertonykus |
|  |               |

|  | †Alvarezsaurus                                                  |
|  |                                                                 |
|  | \| \| †Achillesaurus \| \| \| \| \| \| †Patagonykus \| \| \| \| |
|  |                                                                 |
|  | †Achillesaurus                                                  |
|  |                                                                 |
|  | †Patagonykus                                                    |
|  |                                                                 |

|  | †Achillesaurus |
|  |                |
|  | †Patagonykus   |
|  |                |

|  | †Parvicursor  |
|  |               |
|  | †Shuvuuia     |
|  |               |
|  | †Mononykus    |
|  |               |
|  | †Albertonykus |
|  |               |

|  | †Alvarezsaurus                                                  |
|  |                                                                 |
|  | \| \| †Achillesaurus \| \| \| \| \| \| †Patagonykus \| \| \| \| |
|  |                                                                 |
|  | †Achillesaurus                                                  |
|  |                                                                 |
|  | †Patagonykus                                                    |
|  |                                                                 |

|  | †Achillesaurus |
|  |                |
|  | †Patagonykus   |
|  |                |

|  | †Parvicursor  |
|  |               |
|  | †Shuvuuia     |
|  |               |
|  | †Mononykus    |
|  |               |
|  | †Albertonykus |
|  |               |

|  | †Alvarezsaurus                                                  |
|  |                                                                 |
|  | \| \| †Achillesaurus \| \| \| \| \| \| †Patagonykus \| \| \| \| |
|  |                                                                 |
|  | †Achillesaurus                                                  |
|  |                                                                 |
|  | †Patagonykus                                                    |
|  |                                                                 |

|  | †Achillesaurus |
|  |                |
|  | †Patagonykus   |
|  |                |

|  | †Parvicursor  |
|  |               |
|  | †Shuvuuia     |
|  |               |
|  | †Mononykus    |
|  |               |
|  | †Albertonykus |
|  |               |